# Lloyd Meeds
Edwin Lloyd Meeds, född 11 december 1927 i Dillon, Montana, död 18 augusti 2005 i Church Creek, Maryland, var en amerikansk demokratisk politiker. Han var ledamot av USA:s representanthus 1965–1979.
Meeds tjänstgjorde i USA:s flotta 1946–1947 och avlade 1958 juristexamen vid Gonzaga University. Mellan 1962 och 1964 arbetade han som åklagare i Snohomish County i delstaten Washington.
Meeds besegrade den sittande kongressledamoten Jack Westland i kongressvalet 1964. Han tillträdde sedan 1965 som kongressledamot och efterträddes 1979, efter sju mandatperioder, av Al Swift. Därefter var Meeds verksam i 20 års tid som en av de mest inflytelserika lobbyisterna i Washington, D.C.
Meeds avled 2005 i cancer och gravsattes på Arlingtonkyrkogården.